# Потоки (Стропков)
Потоки (слч. Potoky) насељено је мјесто са административним статусом сеоске општине (слч. obec) у округу Стропков, у Прешовском крају, Словачка Република.

## Становништво
| Година:    | 1994. | 2004.   | 2014.   | 2024.    |
| ---------- | ----- | ------- | ------- | -------- |
| Број људи: | 102   | 92      | 93      | 82       |
| Разлика:   |       | -9,80 % | +1,08 % | -11,82 % |

| Година:    | 2023. | 2024.   |
| ---------- | ----- | ------- |
| Број људи: | 83    | 82      |
| Разлика:   |       | -1,20 % |

Према подацима о броју становника из 2024. године насеље је имало 82 становника.